# أسوان
مدينة أسّوَان هي عاصمة محافظة أسوان في مصر، اعتبرت أسوان تاريخيًا إحدى أهم مدن جنوب مصر والبوابة الجنوبية لها، حيث يقع إلى الجنوب منها الشلال الأول لنهر النيل والذي مَثَّل حدًا طبيعيًا بين صعيد مصر والنوبة. تقع المدينة على الضفة الشرقية لنهر النيل. يصلها بالقاهرة خط سكة حديد وطرق برية صحراوية وزراعية ومراكب نيلية ورحلات جوية محلية. وهي واحدة من المدن المبدعة المسجلة في قائمة اليونسكو في مجال الحرف والفنون منذ 2005م.

## التسمية
| s | E34 · n | t · niwt |

| s | E34 · n | t · niwt |

كانت أسوان تعرف باسم «سونو» في عصور المصريين القدماء ومعناها السوق حيث كانت مركزا تجاريا للقوافل القادمة من وإلى مصر.
ثم أطلق عليها في العصر البطلمي اسم «سين» وسماها المصريون «يبا سوان».
وعرفت أيضًا باسم بلاد الذهب لأنها كانت بمثابة كنز كبير أو مقبرة لملوك مصر الذين عاشوا فيها آلاف السنين. وكانت حدود أسوان تمتد قديما قبل الهجرة من أسنا شرقا إلى حدود السودان جنوبا وكان سكانها من المصريين ولكن بعد الفتح الإسلامي لمصر استقرت فيها بعض قبائل العرب.

## التاريخ

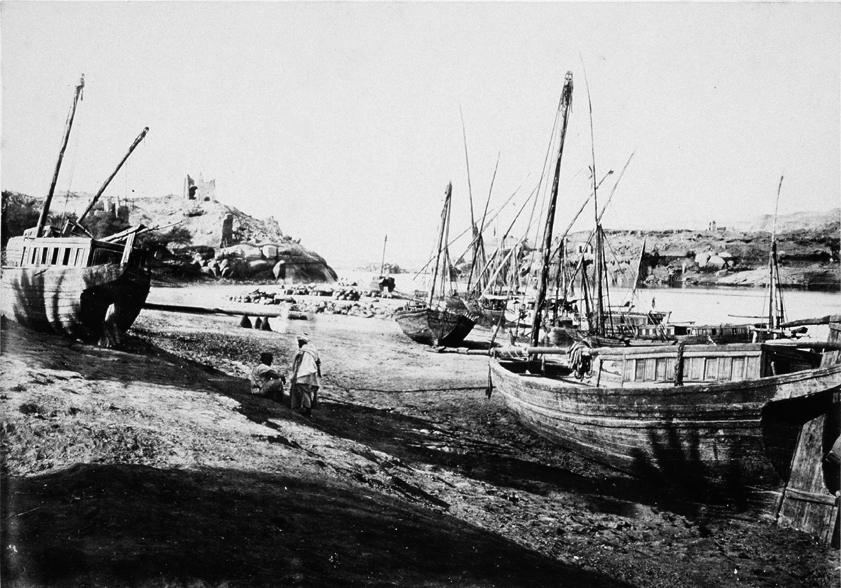
أسوان عام 1857

بدأت أهمية أسوان في عصر الدولة القديمة، حيث كانت تمثل الحدود الجنوبية للبلاد. كما كانت مركز تجمع الجيوش في عصور الملوك الوسطى لمحاولتهم مد حكمهم جنوباً. كما لعبت دوراً حاسماً في محاربة الهكسوس. كما حازت جزيرة فيلة، موطن الإلهة «إيزيس» على اهتمام البطالمة الذين أكملوا معبدها الكبير. كما أقام الرومان المعابد على الطراز الفرعوني للتقرب من المصريين. ومن أمثلة هذه المعابد، معبد صغير في جزيرة فيلة أقامه الإمبراطور تراجان.
وعندما أصبحت المسيحية الدين الرسمي للبلاد في القرن الخامس الميلادي، تحولت معظم معابد الفراعنة إلى كنائس، فكانت جزيرة فيلة مركزاً لأحد الأسقفيات، مما أدى إلى انتشار المسيحية جنوباً تجاه بلاد النوبة في مصر والسودان.
ومنذ انتشار الإسلام وظهروه؛ عثر على العديد من الكتابات بالخط الكوفي التي ترجع إلى القرن الأول الهجري. وازدهرت أسوان في العصر الإسلامي في القرن العاشر الميلادي حيث كانت طريقاً إلى «عيذاب" على ساحل البحر الأحمر، حيث تبحر السفن منها إلى الحجاز واليمن والهند. كما كانت مركزًا ثقافيًا هامًا في القرنين السادس والسابع الهجري، وكان بها ثلاث مدارس أقدمها مدرسة أسوان، والمدرسة السيفية، والمدرسة النجمية في أسوان.
كما أنشأ فيها محمد علي أول مدرسة حربية في مصر عام 1837 م.

### العصور القديمة
فيها قام إراتوستينس بدحض نظرية الأرض المسطحة وأجرى أول حساب لمحيط الكرة الأرضية، متخذا سيين مركزا والإسكندرية نقطة طرفية لحساب طول القوس بين النقطتين وزاوية سقوط ضوء الشمس على كلتا المدينتين ومن خلال ذلك حسب محيط الأرض. اعتمد إراتوستينس على تعامد الشمس على مدار السرطان (المار تقريبا بأسوان) يوم 21 يونيو.
جاءت المسيحية إلى مصر بعدة طرق، وكان أول رسول جاء إلى مصر هو برثولماوس الرسول قبل عام 60 ميلادية وجاء برثولماوس إلى سونو «أسوان» عام 60 ميلادية ومعه متى الرسول وانطلق متى من سونو إلى الحبشة وبرثولمانس انطلق من هناك إلى أرمينيا وجاء عام 60 ميلادية إلى الإسكندرية مارمرقس الرسول واسس الكرسي المرقسي وقتل هناك عام 68 ميلادية علي يد الفراعنة واليونانين. ومن القديسين الذين ولدوا في أسوان الأنبا هدرا السائح.

## المناخ
تتمتع أسوان بمناخ صحراوي حار كغيره من مناطق مصر، تتمتع أسوان والأقصر بأحر أيام الصيف في أي مدينة في مصر. أسوان هي واحدة من أكثر المدن سخونة وشمسًا وجفافًا في العالم. يبلغ متوسط درجات الحرارة المرتفعة باستمرار أعلى من 40 درجة مئوية (104.0 درجة فهرنهايت) خلال فصل الصيف (يونيو ويوليو وأغسطس وسبتمبر أيضًا) بينما يظل متوسط درجات الحرارة المنخفضة أعلى من 25 درجة مئوية (77.0 درجة فهرنهايت). الصيف طويل وساخن للغاية. يظل متوسط درجات الحرارة المرتفعة فوق 23 درجة مئوية (73.4 درجة فهرنهايت) خلال أبرد شهر في السنة بينما يظل متوسط درجات الحرارة المنخفضة أعلى من 8 درجات مئوية (46.4 درجة فهرنهايت). الشتاء قصير ودافئ للغاية. فصل الشتاء لطيف للغاية بينما الصيف حار جدًا مع أشعة الشمس الحارقة على الرغم من أن حرارة الصحراء جافة جدًا.
مناخ أسوان جاف للغاية على مدار السنة، حيث يقل متوسط هطول الأمطار السنوي عن 1 مم (0 بوصة). المدينة هي واحدة من أكثر المدن جفافاً في العالم، ولا يحدث هطول الأمطار كل عام، اعتبارًا من أوائل عام 2001، كان آخر هطول للأمطار قبل سبع سنوات. تُعتبر أسوان واحدة من أقل المدن رطوبة على كوكب الأرض، حيث يبلغ متوسط الرطوبة النسبية 26٪ فقط، بمتوسط أقصى 42٪ خلال فصل الشتاء ومتوسط أدنى 16٪ خلال فصل الصيف.
يكون الطقس في أسوان مشرقًا ومشمسًا على مدار السنة، في جميع الفصول، مع اختلاف موسمي منخفض، مع ما يقرب من 4000 ساعة من أشعة الشمس سنويًا.
كانت أعلى درجة حرارة قياسية هي 51 درجة مئوية (124 درجة فهرنهايت) في 4 يوليو 1918، وأدنى درجة حرارة قياسية كانت −2.4 درجة مئوية (27.7 درجة فهرنهايت) في 6 يناير 1989.
| البيانات المناخية لـأسوان                                                     | البيانات المناخية لـأسوان | البيانات المناخية لـأسوان | البيانات المناخية لـأسوان | البيانات المناخية لـأسوان | البيانات المناخية لـأسوان | البيانات المناخية لـأسوان | البيانات المناخية لـأسوان | البيانات المناخية لـأسوان | البيانات المناخية لـأسوان | البيانات المناخية لـأسوان | البيانات المناخية لـأسوان | البيانات المناخية لـأسوان | البيانات المناخية لـأسوان |
| الشهر                                                                         | يناير                     | فبراير                    | مارس                      | أبريل                     | مايو                      | يونيو                     | يوليو                     | أغسطس                     | سبتمبر                    | أكتوبر                    | نوفمبر                    | ديسمبر                    | المعدل السنوي             |
| ----------------------------------------------------------------------------- | ------------------------- | ------------------------- | ------------------------- | ------------------------- | ------------------------- | ------------------------- | ------------------------- | ------------------------- | ------------------------- | ------------------------- | ------------------------- | ------------------------- | ------------------------- |
| الدرجة القصوى °م (°ف)                                                         | 33.3 (91.9)               | 39.0 (102.2)              | 44.0 (111.2)              | 45.3 (113.5)              | 48.4 (119.1)              | 49.5 (121.1)              | 46.8 (116.2)              | 48.3 (118.9)              | 46.7 (116.1)              | 44.8 (112.6)              | 39.3 (102.7)              | 35.4 (95.7)               | 49.5 (121.1)              |
| متوسط درجة الحرارة الكبرى °م (°ف)                                             | 22.9 (73.2)               | 25.2 (77.4)               | 29.5 (85.1)               | 34.9 (94.8)               | 38.9 (102.0)              | 41.4 (106.5)              | 41.1 (106.0)              | 40.9 (105.6)              | 39.3 (102.7)              | 35.9 (96.6)               | 29.1 (84.4)               | 24.3 (75.7)               | 33.6 (92.5)               |
| المتوسط اليومي °م (°ف)                                                        | 15.3 (59.5)               | 17.5 (63.5)               | 21.8 (71.2)               | 27 (81)                   | 31.4 (88.5)               | 33.5 (92.3)               | 33.6 (92.5)               | 33.2 (91.8)               | 32.8 (91.0)               | 27.7 (81.9)               | 21.5 (70.7)               | 16.9 (62.4)               | 25.9 (78.6)               |
| متوسط درجة الحرارة الصغرى °م (°ف)                                             | 8.7 (47.7)                | 10.2 (50.4)               | 13.8 (56.8)               | 18.9 (66.0)               | 23 (73)                   | 25.2 (77.4)               | 26 (79)                   | 25.8 (78.4)               | 24 (75)                   | 20.6 (69.1)               | 15.0 (59.0)               | 10.5 (50.9)               | 18.5 (65.3)               |
| أدنى درجة حرارة °م (°ف)                                                       | −2 (28)                   | 1.0 (33.8)                | 4.6 (40.3)                | 7.5 (45.5)                | 13.6 (56.5)               | 16.4 (61.5)               | 20.2 (68.4)               | 19.8 (67.6)               | 15.8 (60.4)               | 11.8 (53.2)               | 6.5 (43.7)                | 3.2 (37.8)                | −2 (28)                   |
| معدل هطول الأمطار مم (إنش)                                                    | 0 (0)                     | 0 (0)                     | 0 (0)                     | 0 (0)                     | 0.1 (0.00)                | 0 (0)                     | 0 (0)                     | 0.7 (0.03)                | 0 (0)                     | 0.6 (0.02)                | 0 (0)                     | 0 (0)                     | 1.4 (0.06)                |
| متوسط الأيام الممطرة (≥ 0.01 mm)                                              | 0.0                       | 0.0                       | 0.0                       | 0.0                       | 0.1                       | 0.0                       | 0.0                       | 0.5                       | 0.0                       | 0.25                      | 0.0                       | 0.0                       | 0.85                      |
| متوسط الرطوبة النسبية (%)                                                     | 40                        | 32                        | 24                        | 19                        | 17                        | 16                        | 18                        | 21                        | 22                        | 27                        | 36                        | 42                        | 26.2                      |
| ساعات سطوع الشمس الشهرية                                                      | 298.2                     | 281.1                     | 321.6                     | 316.1                     | 346.8                     | 363.2                     | 374.6                     | 359.6                     | 298.3                     | 314.6                     | 299.6                     | 289.1                     | 3٬862٫8                   |
| المصدر #1: المنظمة العالمية للأرصاد الجوية,                                   |                           |                           |                           |                           |                           |                           |                           |                           |                           |                           |                           |                           |                           |
| المصدر #2: NOAA for mean temperatures, record temperatures, humidity, and sun |                           |                           |                           |                           |                           |                           |                           |                           |                           |                           |                           |                           |                           |

## السكان

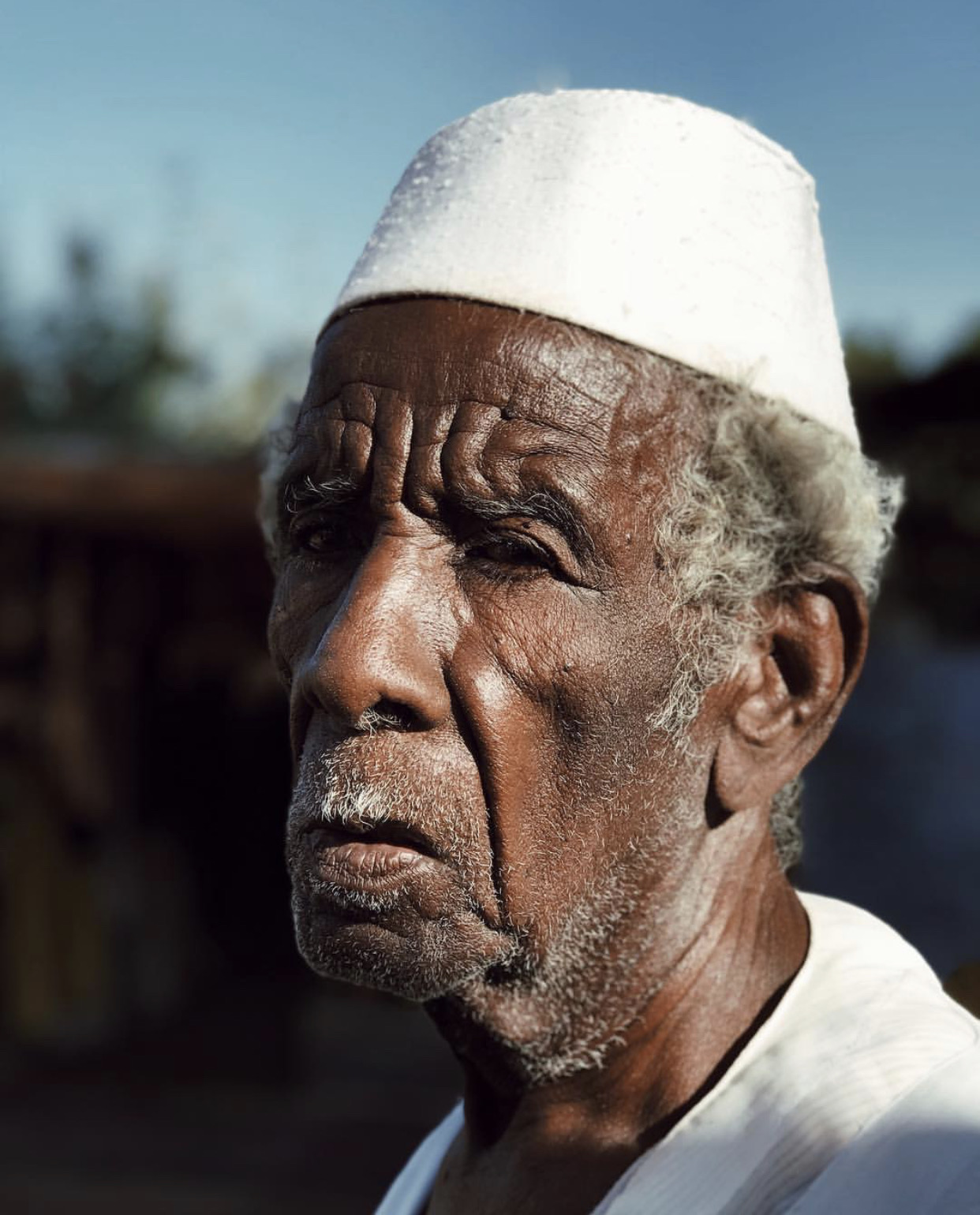
عجوز من سكان أسوان

### الدين
كغيرها من مدن مصر، معظم سكان أسوان يعتنقون الإسلام على مذهب أهل السنة والجماعة وفق مدارسه الفقهية وطرقه الصوفية، ويوجد جزء منهم من المسيحيين أغلبهم من الأقباط الأرثوذكس.

## الصناعة

### مصانع كيما
شركة الصناعات الكيماوية المصرية (المعروفة باسم: كيما) صدر قرار تأسيس الشركة من رئاسة مجلس الوزراء في 22 مارس 1956 وهي شركة تعمل في قطاع المواد مع التركيز على المواد الكيميائية المتنوعة.

## الخدمات الحكومية

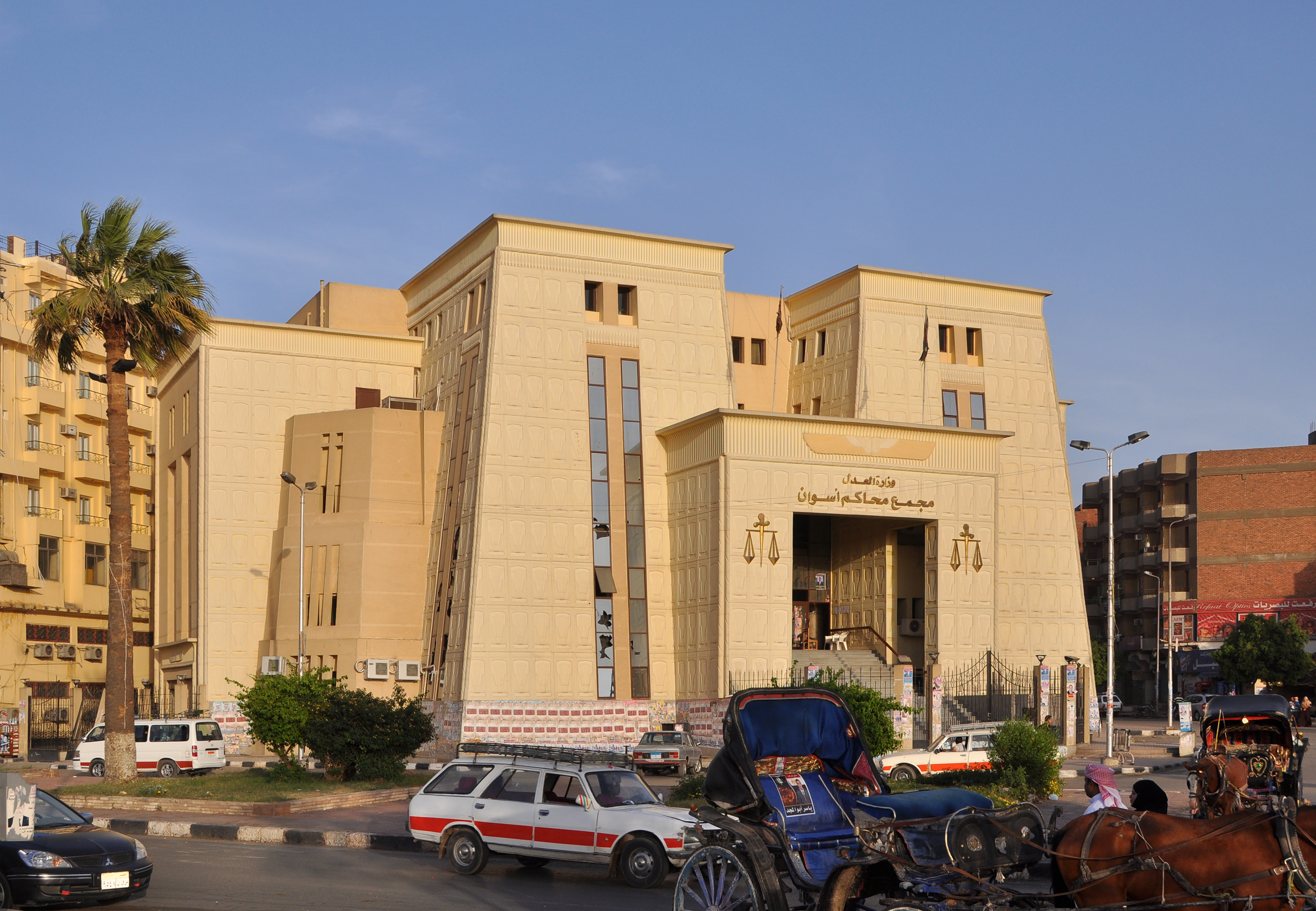
مجمع محاكم أسوان

### مجمع محاكم أسوان
في إطار خطة مجلس الدولة لتقريب جهة التقاضي من المواطنين ورفع الأعباء ومشقة السفر عن كاهل المتقاضين تم تدشين وتشغيل مجمع لمحاكم مجلس الدولة والقضاء الإداري وذلك من الانتهاء من الأعمال التحضرية والذي يعتبر إضافة هامة لمواطني أسوان، وأعضاء السلك القضائي والمحامين لتخفيف الأعباء ومشقة السفر عنهم للفصل في القضايا المطروحة أمام هذه المحاكم وخاصة أن أقرب فروع لهذه المحاكم يقع ما بين 300 كم إلي 600 كم مما يساهم في التيسير علي أهالي المحافظة وسرعة الفصل في الدعاوي والقضايا الإدارية لينعكس ذلك إيجابياً علي الجمهور، وأيضاً الجهات الحكومية ويساعد في الحفاظ علي المال العام والتي تأتي سيتم حيث سيتم ربط مقر محاكم أسوان بالشبكة العامة الالكترونية لمجلس الدولة لتيسير الحصول علي البيانات علي المتقاضين وأعضاء السلك القضائي والمحامين.

## السياحة
تعتبر مدينة أسوان ومحيطها منطقة سياحية وأثرية، حيث يزداد بها عدد السياح الأجانب وخاصة من أوروبا وشرق آسيا، ومن أهم معالمها السياحية:

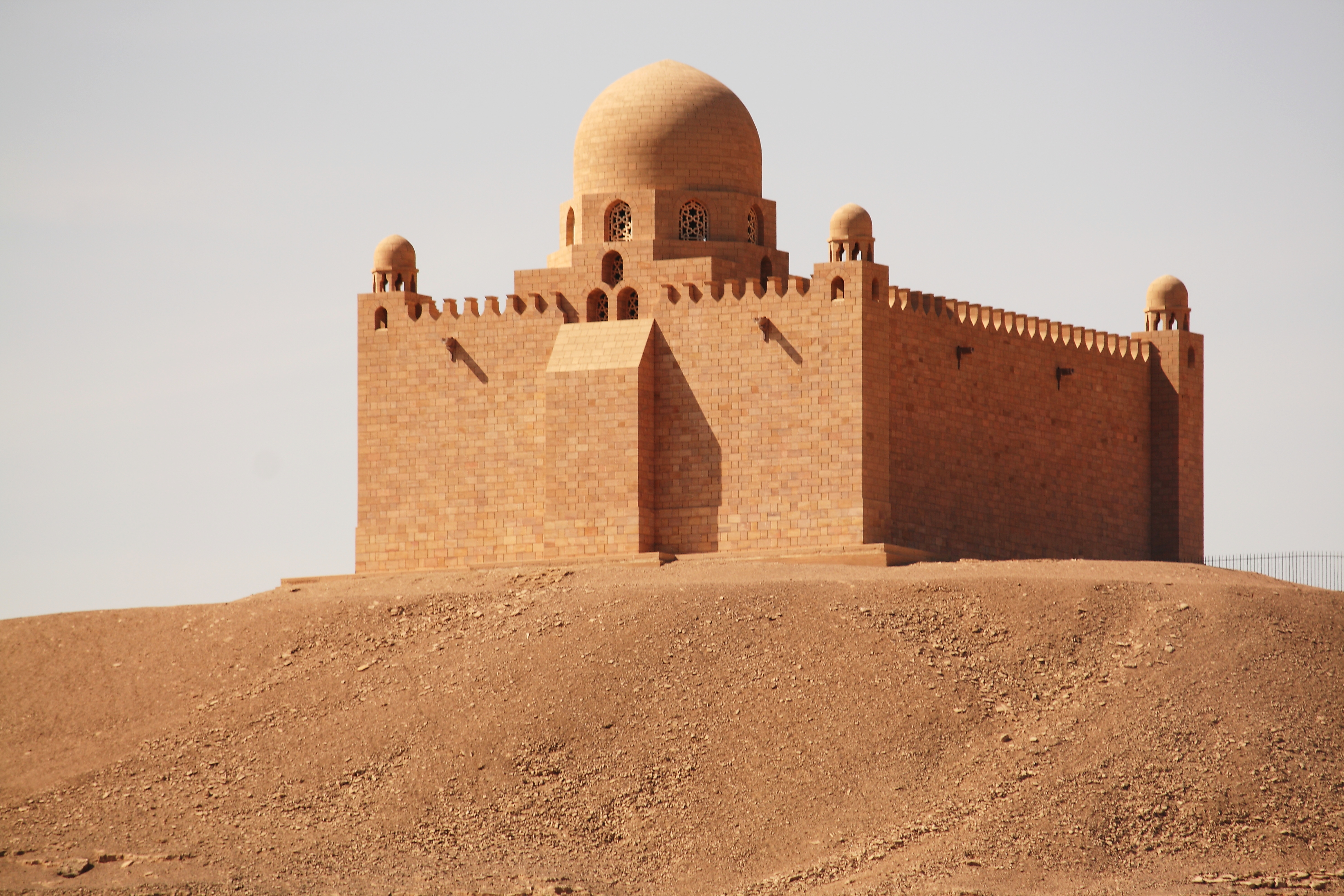
ضريح أغا خان

### جزيرة الفنتين
وهي جزيرة تقع في قبالة مدينة أسوان عرفت في النصوص المصرية باسم «أبو" ومعناها سن الفيل وأصبحت في اليونانية الفنتين حيث يعتقد أنها كانت في وقت من الأوقات مركزا لتجارة العاج، وتضم الجزيرة معبد خنوم إلى جانب وجود مقياس النيل ومقبرة الكبش المقدس وبوابة الملك أمنحتب الثاني وثالوث ساتت وعنت.

### ضريح اغا خان
وتقع على هضبة على البر الغربي لنهر النيل قبالة الجزء الجنوبي للحديقة النباتية، وقد بنى بها آغا خان الثالث بناء علي طلب من محافظ أسوان ساعتها أن يقوم بشراء المنطقة التي كان يعالج فيها، ووافق محافظ أسوان على الطلب، فأحضر أغاخان المهندسين والمعماريين والعمال ليبنوا له مقبرة فخمة من الحجر الحجر الجيرى والرخام ودفن بها عام 1959 بناء على وصيته وهذه المقبرة مستوحاه من تصميم المقابر الفاطمية المصرية.

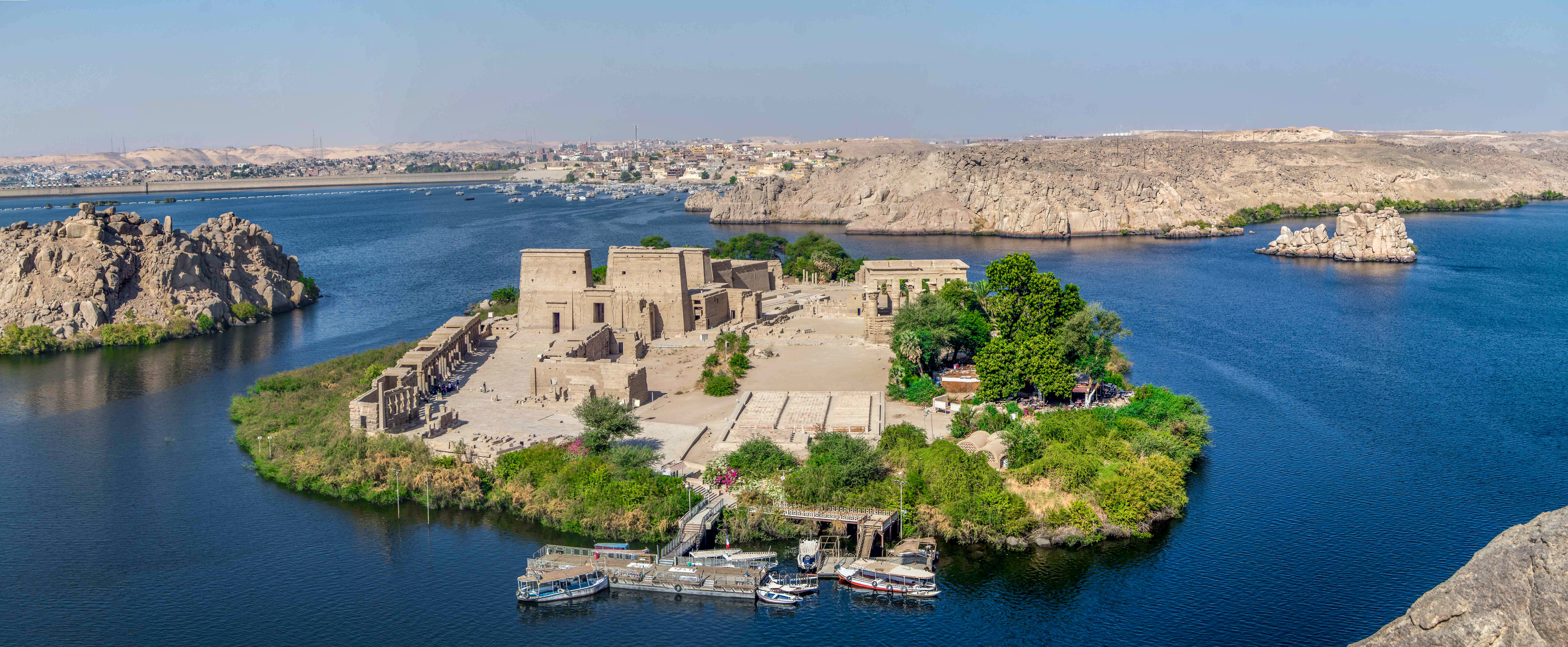
جزيرة فيلة

### جزيرة فيلة
هي جزيرة في منتصف نهر النيل وهي إحدى الحصون الأقوى على طول حدود مصر الجنوبية، وتفصل النيل إلى قناتين معاكستين في أسوان، كان بها معبد فيلة وانتقل من مكانه الأصلي على جزيرة فيلة وتم تجميعه على جزيرة أجيليكا، وذلك في أعقاب بناء السد العالي.
هذا المعبد المخصص للإلهة أيزيس والذي أغرقته مياه النيل وتم تقسيمه وأعيد تجميعه في موقع جديد فوق جزيرة أجيليكا على بعد حوالي 500م من مكانه الأصلي بجزيرة فيلة ويضم مبانيه معبداً لحتحور ويمكن للزائر مشاهدة عرض الصوت والضوء ليلاً الذي يقدم بلغات مختلفة.

### قبة الهوا
هي جبل صخري يقع على الضفة الغربية للنيل بالقرب من أسوان. يبلغ ارتفاع ذلك الجبل نحو 130 مترا وبه مقابر منحوتة لنبلاء وكهنة أسوان من عهد قدماء المصريين. كما يقع على قمة الجبل الجنوبية قبر لأحد الأولياء المسلمين اسمه «سيدي علي بن الهوا»، الذي سميت القبة باسمه. وهي ضريح أبيض ذو قبة ترى من بعيد، كما يوجد أسفله بقايا دير قبطي (سان جورج).

يمكن الوصول إلى المقابر المنحوتة المرتفعة من طريقين مائلين نحو النيل على الناحية الشرقية، مستقيمان معبدان لصعود ونزول مجموعات الناس ولكل منهما جدارين حجريين. وتوجد مقابر نبلاء قدماء المصريين في ثلاثة طبقات على ارتفاع في وسط الجبل. وقد فاق عدد المقابر من عهد قدماء المصريين 100 مقبرة، وكان مدفونا فيها نحو 1000 شخص من رجال ونساء وأطفال؛ يعود أغلبهم إلى عهد الدولة القديمة والدولة الحديثة.

معبد أبو سمبل

### أبو سمبل
موقع أثري يقع على الضفة الغربية لبحيرة ناصر نحو 290 كم جنوب غرب أسوان. وهو أحد مواقع «آثار النوبة» المدرجة ضمن قائمة اليونسكو لمواقع التراث العالمي. والتي تبدأ من اتجاه جريان النهر من أبو سمبل إلى فيلة (بالقرب من اسوان).
بدأ بناء مجمع المعبد في حوالي 1244 قبل الميلاد واستمر لمدة 21 عاما تقريباً، وكان المعبد منسياً حتى 1813، عندما عثر المستشرق السويسري جي أل بورخاردت على كورنيش المعبد الرئيسي ثم بدأ انقاذ معابد أبو سمبل في عام 1964، وتكلفت هذه العملية 40 مليون دولار. بين عامي 1964 و1968، فقد تقطع الموقع كله إلى كتل كبيرة (تصل إلى 30 طنا وفي المتوسط 20 طنا)، وتم تفكيكها وأعيد تركيبها في موقع جديد على ارتفاع 65 م و200 م أعلى من مستوى النهر، وتعتبر للكثير واحدة من أعظم الأعمال في الهندسة الأثرية. وإن بعض الهياكل أنقذت من تحت مياه بحيرة ناصر. اليوم، آلاف من السياح يقوموا بزيارة المعابد يوميا. وإن قوافل من الحافلات والسيارات المصاحبة بالحراسة تخرج مرتين في اليوم من أسوان، وهي أقرب مدينة. ويصل العديد من الزوار بالطائرة في المطار الذي تم بناؤه خصيصا لمجمع المعبد.

### غرب سهيل
هي إحدى التجمعات النوبية في مدينة اسوان وتقع فوق سفح رملي غرب نهر النيل، أُنشئت القرية منذ نحو مائة عام، عند بناء خزان أسوان القديم عام 1902، وتعليته الأولى عام 1912، وترجع تسمية القرية إلى وقوعها غرب جزيرة سهيل.

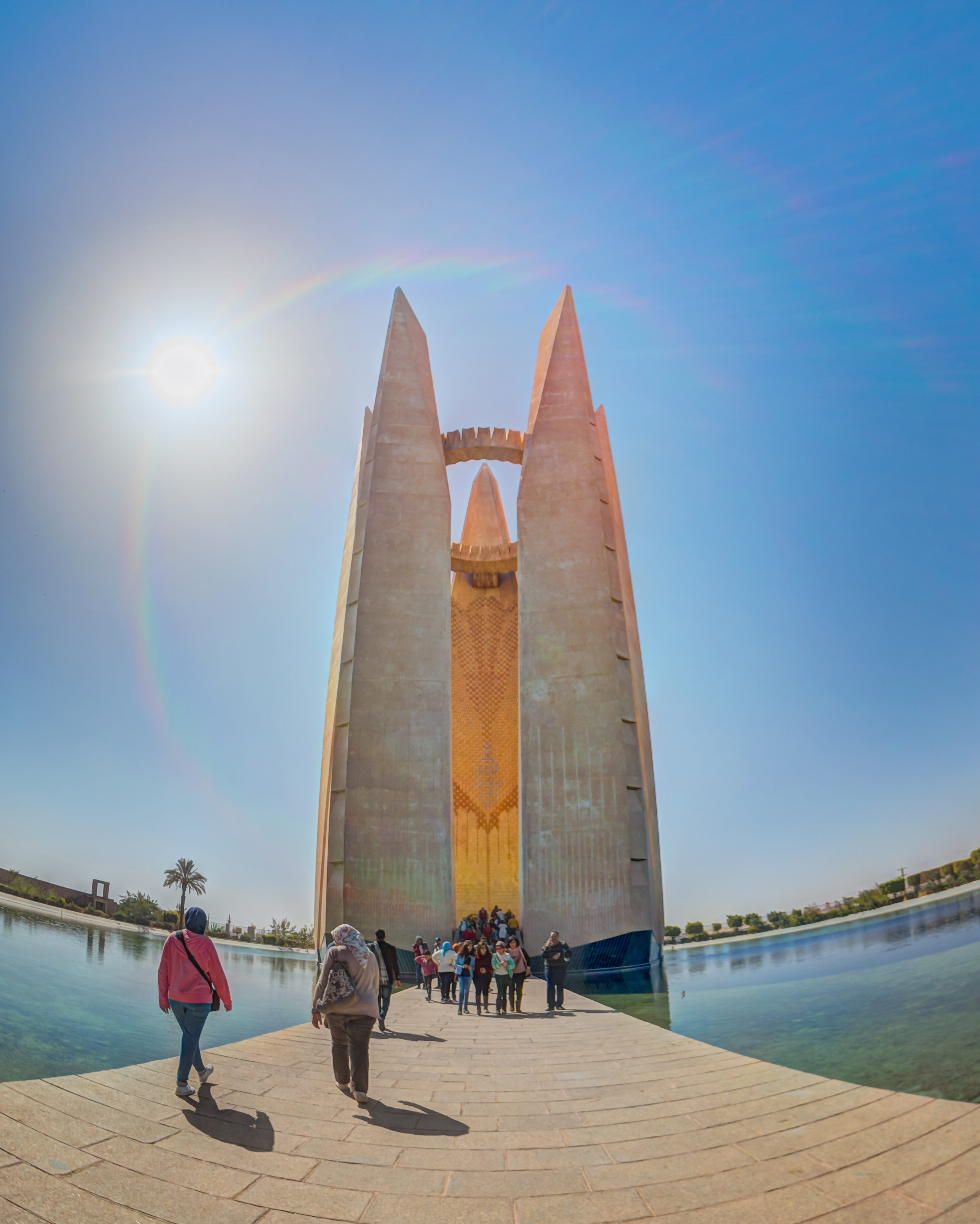
رمز الصداقة المصرية السوفيتية

### رمز الصداقة المصرية السوفيتية
رمز الصداقة على هيئة زهرة اللوتس المفتوحة مكونة من 5 ورقات، ونفذته شركة مصر للأسمنت المسلح المصرية، واختار مصمم رمز الصداقة زهرة اللوتس لما لها من قدسية لدى المصريين القدماء، والتي تمثل في صعودها فوق سطح المياه فاتحة أوراقها الخمس عند شروق الشمس، وتغلقها عند الغروب وتغطس في المياه مرة أخرى ويرجع إنشاءه بعد أن رفضت الولايات المتحدة وبريطانيا تمويل مشروع السد، وعقب مفاوضات مضنية ووعود مطاطة بالتنفيذ بشروط مالية تعجيزية تثقل كاهل المصريين، الذين أرادوا السد أصلا للتخفيف من مشقات العيش والنهوض ببلادهم إلى المصاف التي تستحقها، قررت مصر بقيادة الزعيم الراحل جمال عبد الناصر طلب العون من موسكو.

### جزيرة النباتات
هي أحد أهم المزارات السياحية في مدينة أسوان، وهي من أقدم الحدائق بالعالم، أ قيمت جزيرة النباتات على مساحة 17 فدان، وتم تقسيمها على هيئة 7 قطاعات من الحياة النباتية النادرة والمعمرة، والتي يتم تهيئة الظروف المناخية الملائمة لها بواسطة الصوبات البلاستيكية وتقع حديقة النباتات بأسوان على جزيرة بأكملها. وتحتوى على العديد من الأشجار والنباتات النادرة، شهدت جزيرة النباتات زيارة العديد من الشخصيات التاريخية البارزة لعل أهمهم: نهرو رئيس وزراء الهند وجوزيف تيتو رئيس يوغسلافيا، بالإضافة إلى الملكة إليزابيث ملكة بريطانيا العظمى.

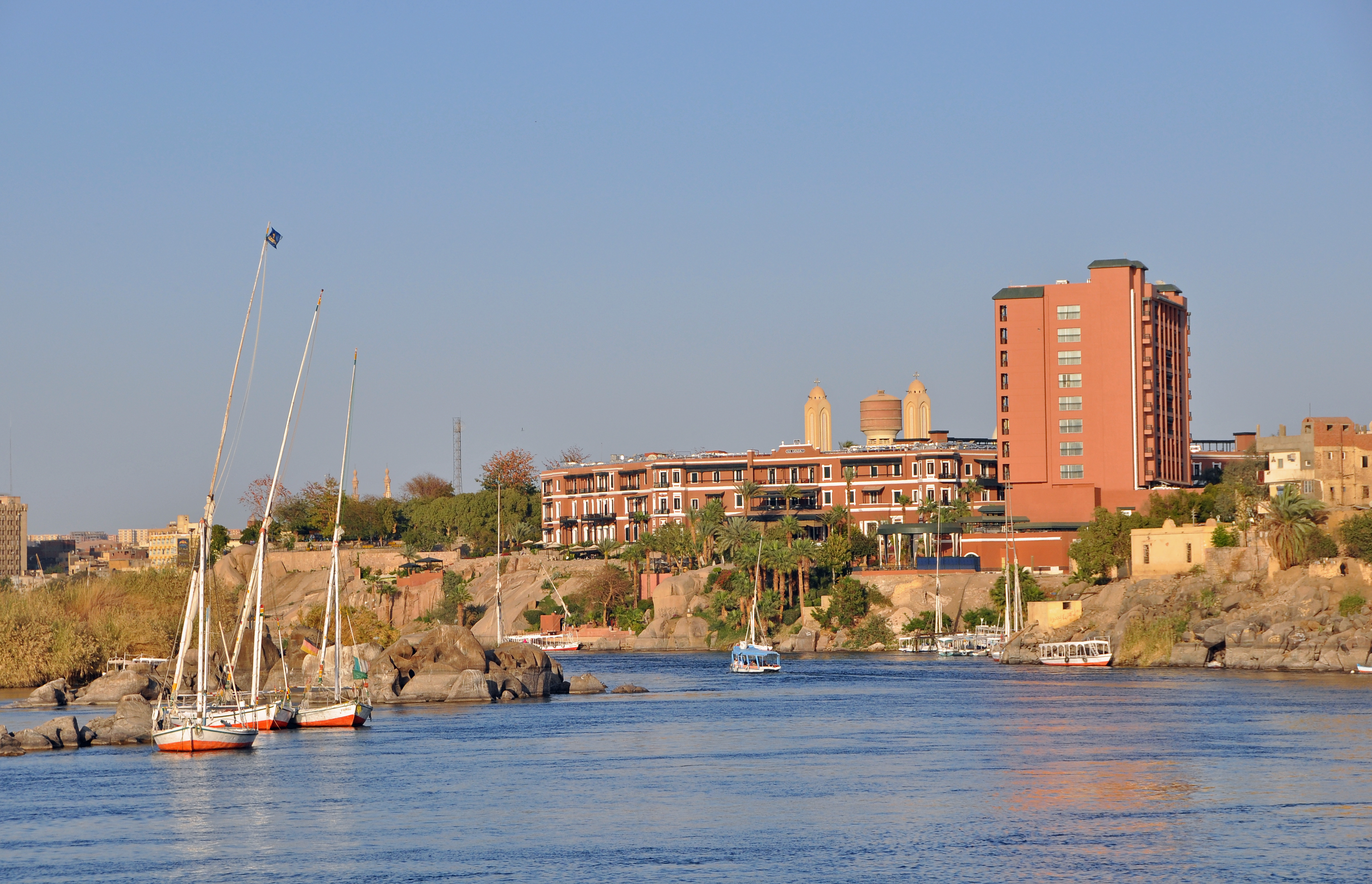
فندق كتراكت

### فندق كتراكت
تم إنشاؤه على صخرة من الجرانيت الوردي بإطلاله على ضفاف النيل أمام جزيرة الفانتاين، ويتميز هذا الفندق بطابعه الشرقي الأسطوري في مجال الفنادق منذ أن تم افتتاحه في 1889 وبدأت فكرة بناء الفندق في أواخر القرن الـ19 مع امتداد السكة الحديد لجنوب مصر، حيث زادت أعداد السياح لزيارة مدينة أسوان والتمتع بآثار وجوها الشتوي المشمس، ومع زيادة الأعداد بدأ التفكير في بناء فنادق على ضفاف النيل في أسوان وبالفعل بدأ بنائه في عام 1899على الطراز الفيكتوري، حيث كان الطابع الإنجليزي غالبًا على الطراز المعماري لهذه الفترة الزمنية، التي احتل فيها الإنجليز مصر.

### مسجد الطابية
يرجع أصل التسمية إلى المنطقة التي أقيم فيها المسجد. أن تاريخ الطابية يرجع إلى بداية القرن 19 حيث كان مٌقام عليها طابية حربية لتكون مقرًا لأول كلية حربية فمصر، وهي واحدة من طابيتين حربيتين في أسوان تم إنشاؤهما في عهد محمد علي باشا، وقد تهدم معظمهم بفعل الزمن. المسجد تم البدء في بناءه في عهد الرئيس جمال عبد الناصر وقد تم افتتاحه في عهد الرئيس أنور السادات.

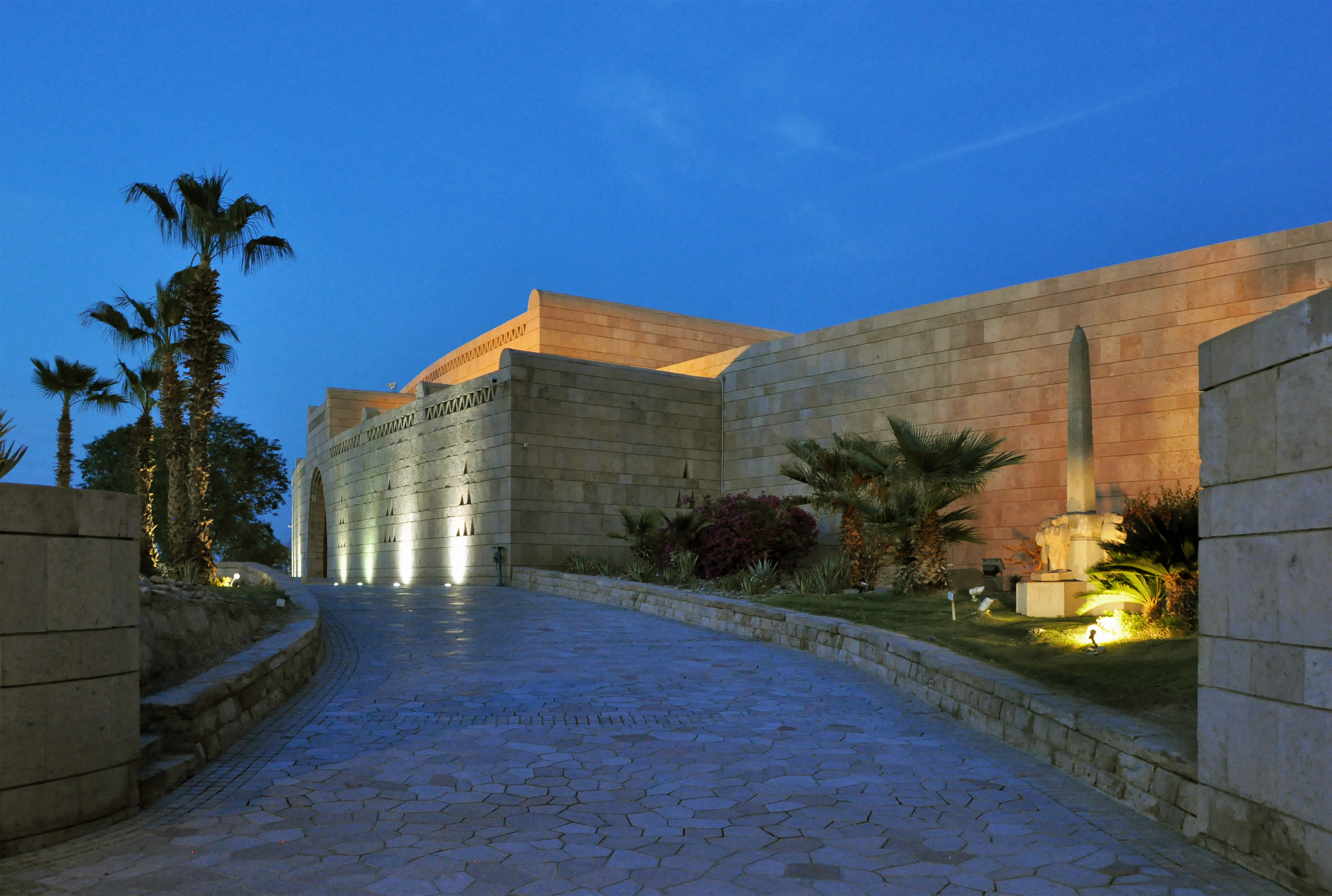
متحف النوية

### متحف النوبة
متحف النوبة افتتح المتحف في نوفمبر العام 1997م، وشارك في حفل الافتتاح رؤساء عدد من الدول الصديقة التي شاركت في إنقاذ آثار النوبة ويعرض به ما يزيد عن 5000 قطعة أثرية من آثار النوبة القديمة وصمم عمارة المتحف المهندس المصري محمود الحكيم وقد أتي التصميم متناغما مع البيئة المحيطة به من صخور وتلال وطبيعة الشمس الساطعة والحارة لمدينة أسوان.

### المقابر الفاطمية
تقع الجبانة القبلية في اسوان على طريق خزان اسوان بجوار متحف النوبة اما الجبانة البحرية فتقع في منطقة العناني، ويتميز شكل القباب الموجودة في المقابر الفاطمية بوجود اوجه اضلاع ثمانية متقابلة للقبة من الخارج بما يعرف بالقرون ويرجع تاريخ القباب الموجودة في الجبانة الفاطمية إلى القرن الرابع الهجري .

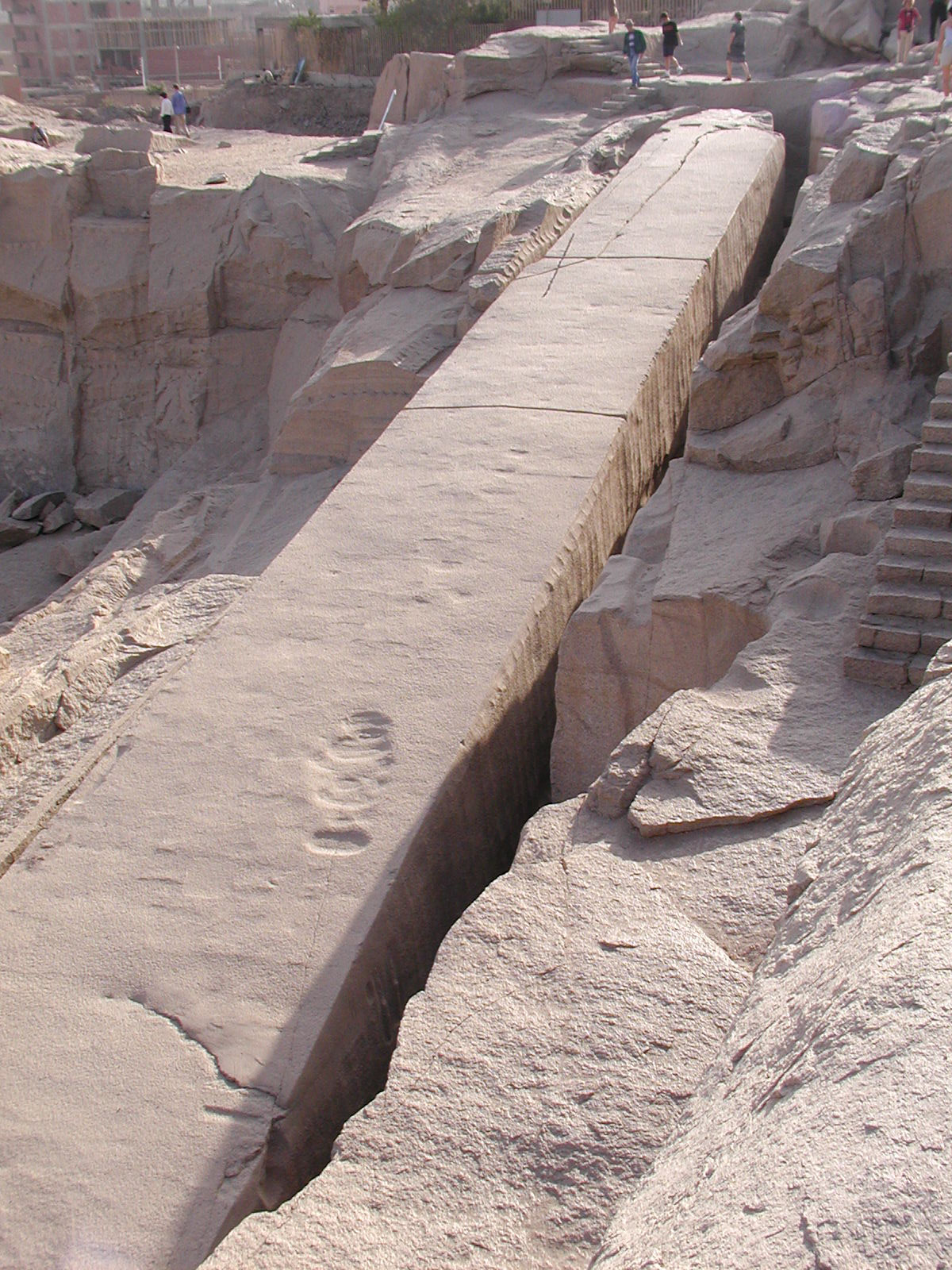
المسلة الناقصة

### المسلة الناقصة
هي مسلة من الجرانيت الوردي في أسوان بمصر. وهي توجد في الجزء الشمالي لمحجر هناك، يقع بالقرب من أسوان على الشاطيء الشرقي للنيل ويبعد نحو 1 كيلومتر شرق نهر النيل. كانت ارتفاع المسلة سيصل إلى نحو 7و41 متر، ويبلغ ضلع مقطعها عند قاعدتها 2و4 متر في 2و4 متر، ويصل وزنها عند اكتمالها نحو 1168 طن ويعتقد أن بدء العمل فيها كان في عهد الملكة حتشبسوت بغرض وضعها «نقلها» ونصبها في معبد الكرنك بالأقصر. وبعد أن حفر العمال المصريون القدماء المسلة من ثلاثة جهات، تمهيدا لخلعها من الأرصية وإكمال تجهيزها اكتشفوا شرخا فيها يجعلها لا تصلح . فتوقف العمال عن تكملتها.

### متحف النيل

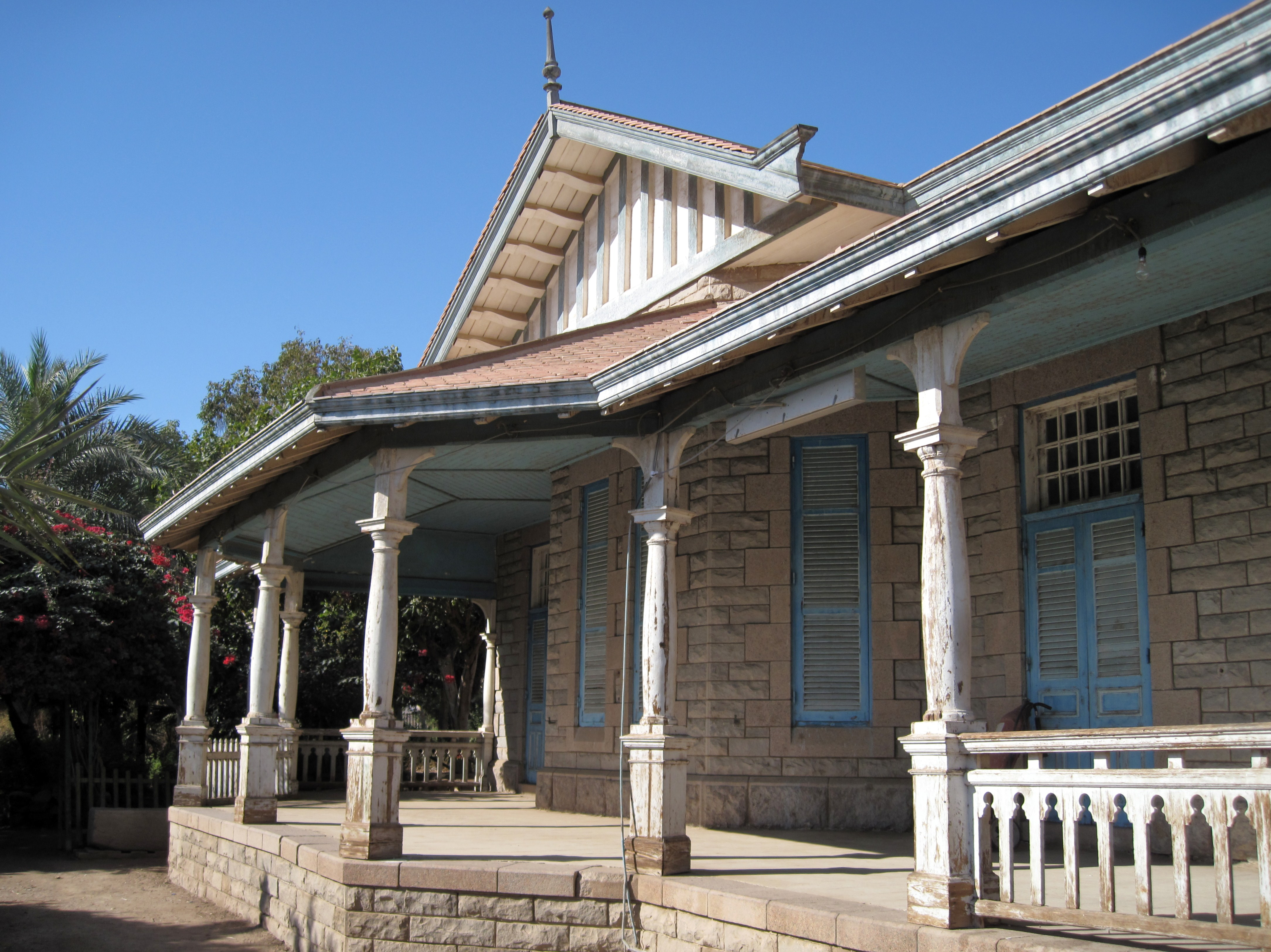
متحف أسوان

هو متحف بدأ العمل في إنشائه خلال شهر يونيو من عام 2004 وتم افتتاح المتحف أمام الزوار يوم 10 يناير من عام 2016 بحضور رئيس الوزراء ووزير الرى، وممثلي 11 دولة إفريقية من دول حوض النيل حيث بلغت تكلفة إنشاء متحف النيل 82 مليون جنيه ويقع المتحف على مساحة 146 ألف متر مربع، منها ألف متر مربع بتخصيص من محافظة أسوان، والباقى من أملاك وزارة الرى، وتم تخصيص 129ألف متر مربع للعرض المتحف ويضم المتحف قاعات عرض ومؤتمرات ومكتبة وقاعة كبار زوار ومكاتب إدارية، إضافة إلى موقع عام يشمل منطقة مجرى العيون ومسطحات خضراء.

### متحف أسوان (متحف جزيرة إلفنتين)
يضم المتحف الكثير من تماثيل الملوك والأفراد وبعض المومياوات للكبش رمز الإله «خنوم» وأنواع مختلفة من الفخار وعناصر معمارية وزخرفية وعدد من التوابيت وأدوات الحياة اليومية وبعض اللوحات الجنائزية. وفي السنوات الأخيرة قامت البعثة الألمانية التي تنقب في إلفنتين بالتعاون مع المجلس الأعلى للآثار بإنشاء ملحق للمتحف القديم يقع إلى الشمال منه ويضم بعض الآثار التي عثرت عليها البعثة أثناء حفائرها التي جرت لسنوات طويلة في الجزيرة.
يضم المتحف أيضا حديقة وكهوف منقوشة بنقوش صخرية ومئاذن علي الطراز الإسلامي وبيت نوبي محاط ببحيرة ومعبد الالهه ساتت ومعبد حقا إيب ومقياساً للنيل.

## التعليم

### جامعة أسوان
انشئ فرع جامعة اسوان كفرع من فروع جامعة أسيوط في عام 1974وفي عام 1995 صدر قرار رئيس الجمهورية رقم (23) بإنشاء جامعة جنوب الوادي علي ان يصبح فرع الجامعة تابعا لجامعة جنوب الوادي مع إنشاء ثلاثة كليات هي (الخدمة الاجتماعية - الاداب - الهندسة) وفي عام 2012 صدر قرار رئيس الجمهورية رقم (311) بإنشاء جامعة أسوان كجامعة حكومية مصرية مستقلة.

### الأكاديمية العربية للعلوم والتكنولوجيا والنقل البحري
في أغسطس 2005 دعت محافظة أسوان الأكاديمية لإنشاء فرع لها بأسوان لتكون مركز لدفع التنمية البشرية بإقليم جنوب الوادي الذي يضم محافظات (أسوان والأقصر وقنا وسوهاج وأسيوط والمنيا والبحر الأحمر والوادي الجديد). وقامت المحافظة بتخصيص دار الضيافة الملحقة بالمدرسة الفندقية لتكون مقراً مبدئياً للفرع مع تخصيص الأرض المجاورة بمساحة 3250 متراً مربعاً لإقامة المقر الدائم للفرع. وبدأت الدراسة في أكتوبر 2006.
ويقع المقر الدائم لفرع جنوب الوادي في موقع متميز عند المدخل الجنوبي لمدينة أسوان. وروعي في إنشائه وجود أحدث المعامل وتكنولوجيات الوسائل التعليمية، حيث تستهدف الأكاديمية تقديم أعلى جودة في التعليم والبحث العلمي وخدمة المجتمع، وأن تلعب دوراً رائداً في تنمية إقليم جنوب الوادي باعتبارها أحد أهم المؤسسات التعليمية في العالم العربي.

### جامعة الأزهر
كلية الدراسات الإسلامية بنين التي تأسست بموجب القرار الوزارى رقم 300 في 8 أغسطس 1989 م وتقع بمنطقة الشيخ هارون وتحتوي علي أقسام مختلفة من أصول الدين (التفسير وعلوم القرآن، الحديث وعلومه، العقيدة والفلسفة)
و الشريعة الإسلامية (الفقه، أصول الفقه، الفقه المقارن).
كلية البنات الأزهرية بأسوان والتي تشمل تخصصات ثقافية أخرى بجانب العلوم الشريعية بمنطقة غرب أسوان وهو تابع لمعهد غرب أسوان الأزهرى، حيث يتكون من طابق أرضى و4 أدوار تشمل 3 قاعات دراسية تصل مساحة كل منها 150 م2 بجانب فصول دراسية لكافة الأقسام، بالإضافة إلى وجود مبنى إدارى مكون من دوريين للمكاتب الإدارية والمكتبات ودورات المياه ومسجد.

## الموارد المائية

### السد العالي
هو سد مائي على نهر النيل في جنوب مصر، أنشئ في عهد جمال عبد الناصر وقد ساعد السوفييت في بنائه. وقد ساعد السد كثيراً في التحكم على تدفق المياه والتخفيف من آثار فيضان النيل. يستخدم لتوليد الكهرباء في مصر. طول السد 3600 متر، عرض القاعدة 980 متر، عرض القمة 40 مترا، والارتفاع 111 متر. حجم جسم السد 43 مليون متر مكعب من إسمنت وحديد ومواد أخرى، ويمكن أن يمر خلال السد تدفق مائي يصل إلى 11,000 متر مكعب من الماء في الثانية الواحدة. بدأ بناء السد في عام 1960 وقد قدرت التكلفة الإجمالية بمليار دولار شطب ثلثها من قبل الاتحاد السوفييتي. عمل في بناء السد 400 خبير سوفييتي وأكمل بناؤه في 1968. ثبّت آخر 12 مولد كهربائي في 1970 وافتتح السد رسمياً في عام 1971.

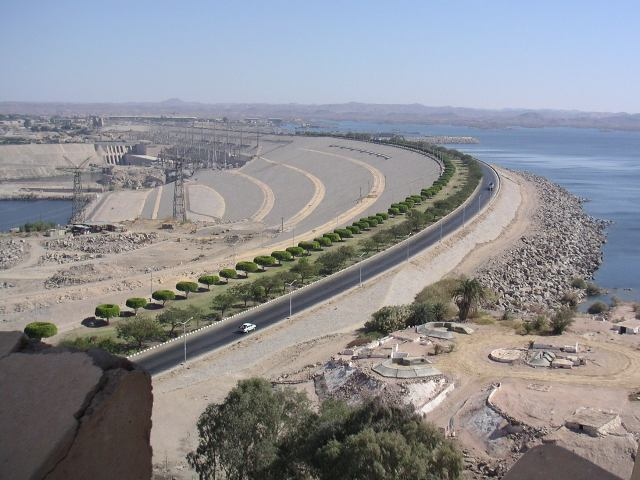
السد العالي

### بحيرة ناصر
هي أكبر بحيرة صناعية في العالم، تقع في جنوب مصر جنوب مدينة أسوان، وشمال السودان. واسم بحيرة ناصر يطلق علي الجزء الأكبر الذي يقع داخل حدود مصر ويمثل 83% من المساحة الكلية للبحيرة أما الجزء المتبقي الواقع داخل حدود السودان فيطلق عليه اسم بحيرة النوبة. تكونت نتيجة المياه المتجمعة خلف السد العالي بعد إنشائه (الذي استمر من عام 1958 إلى عام 1970)، وأطلق عليها بحيرة ناصر نسبة إلى الرئيس الراحل جمال عبد الناصر.

### خزان أسوان
وهو يختلف عن السد العالي. بدأ العمل على إنشائه في مدينة أسوان في جنوب مصر في الفترة ما بين 1899 و 1906. وضع حجر أساسه الخديوي عباس حلمي الثاني واُفتتح في عهده. ويبعد خزان أسوان 946 كيلومتراً عن قناطر الدلتا المعروفة بالقناطر الخيرية. وكان سد أسوان القديم هو أول سد يُبنى بهذا الحجم وأكبر سد مُشيَّد في العالم آنذاك. ثم تمت تعليته في عام 1912؛ ثم التعلية الثانية في عام 1926 ليقوم بحجز المياه أثناء فيضان النيل حيث يتم تصريف المياه بالكميات اللازمة للري خلال فترة التحاريق . يبلغ طول الخزان 2141 متر وعرضه 9 أمتار به 180 بوابة، وهو مبني من حجر الغرانيت المتوافر بالمنطقة. وتم استغلال المياه المندفعة منه لعمل محطتين للكهرباء، هما محطة توليد أسوان الأولى ومحطة توليد أسوان الثانية. مع إنشاء طريق عليه يربط بين ضفتي النيل الشرقية والغربية.

## النقل والمواصلات

### الحنطور
من أقدم وسائل المواصلات بالمدينة وجزء من أجزاء المظهر الحضارى والجمالى أمام الأفواج السياحية والزائرين والمواطنين.

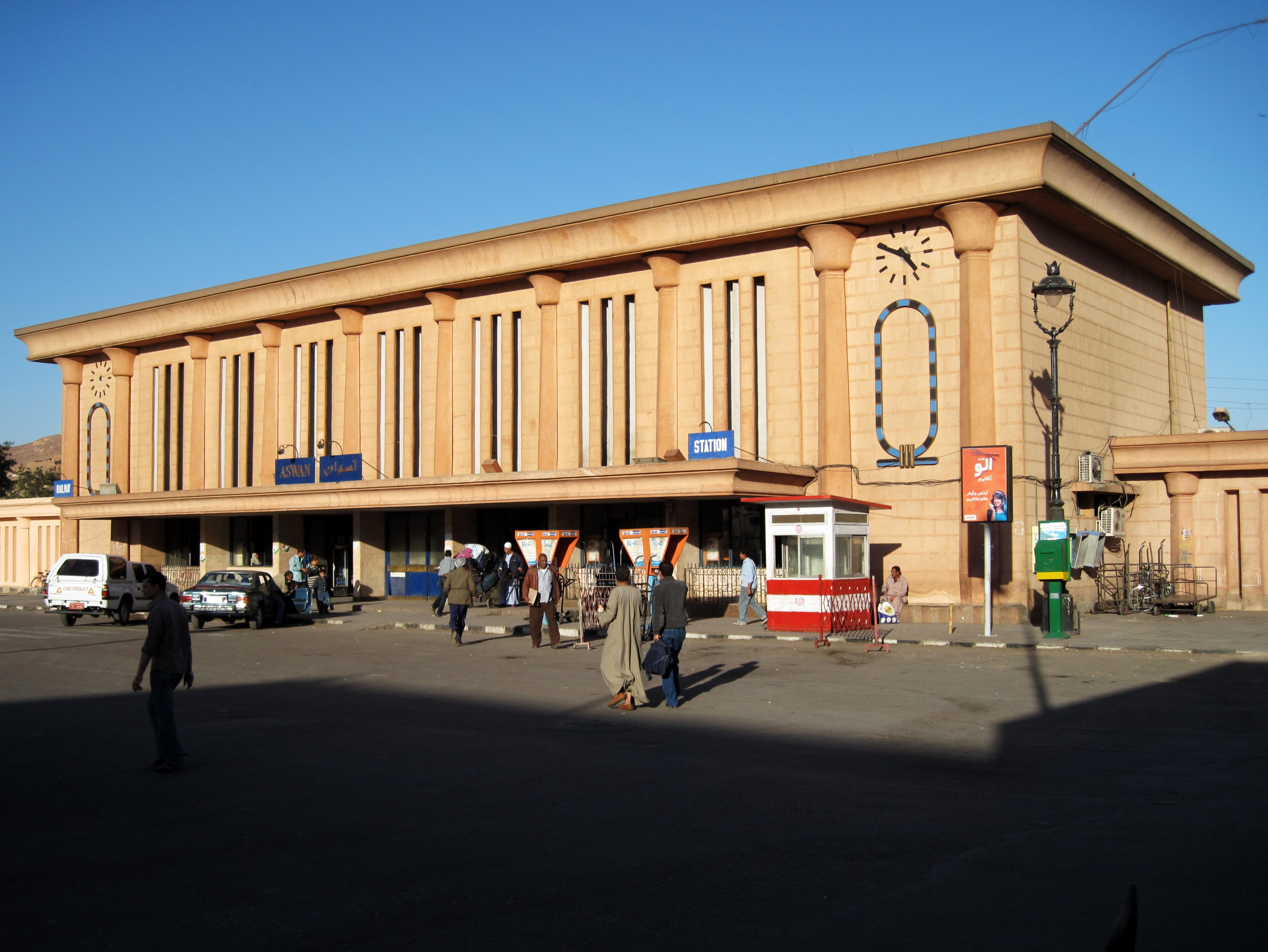
محطة سكك حديد أسوان

### محطة سكك حديد أسوان
في عام 1898 بدأ إنشاء الخط الحديدي الثالث من القاهرة إلى الأقصر قامة شركة قنا أسوان بمد خط السكك الحديدية إلى مدينة أسوان في أقصى الجنوب للسكك الحديدية.
بعد دخول البريطانيين للسودان عام 1899 قررت سلطات الاحتلال تعديل خط القطار من الأقصر حتى أسوان ثم الشلال الأول في أقصى جنوب مصر ليصبح امتدادا طبيعيا لشبكة السكك الحديدية في مصر. وتم ذلك المشروع عام 1926 حيث امتد الخط إلى وادي حلفا داخل الحدود السودانية.
تم تطوير محطة السكة الحديد بأسوان في أغسطس 2017 لتكون واجهة حضارية لأسوان السياحية حيث شملت أعمال التطوير ورفع كفاءة المحطة كاملة في مدينة أسوان، والتي نفذتها إدارة الأشغال العسكرية بالهيئة الهندسية للقوات المسلحة خلال عام كامل، تطوير 4 أرصفة، إضافة لخمسة «شبابيك» جدد لحجز التذاكر للحد من الطوابير الطويلة التي كانت تقف أمام ثلاثة شبابيك منذ إنشاء المحطة، وتطوير جميع المكاتب الإدارية داخلها.
كما شُيد نفق يمر من أسفل أرصفة المحطة الأربعة، ومخرجين من الناحيتين الشرقية والغربية، إضافة إلى تزويد صالة الحجز بشاشة إلكترونية مسجل عليها مواعيد مغادرة ووصول القطارات، وأيضًا تم وضع لوحات فنية تعبر عن المعالم السياحية والأثرية التي تشتهر بها أسوان.

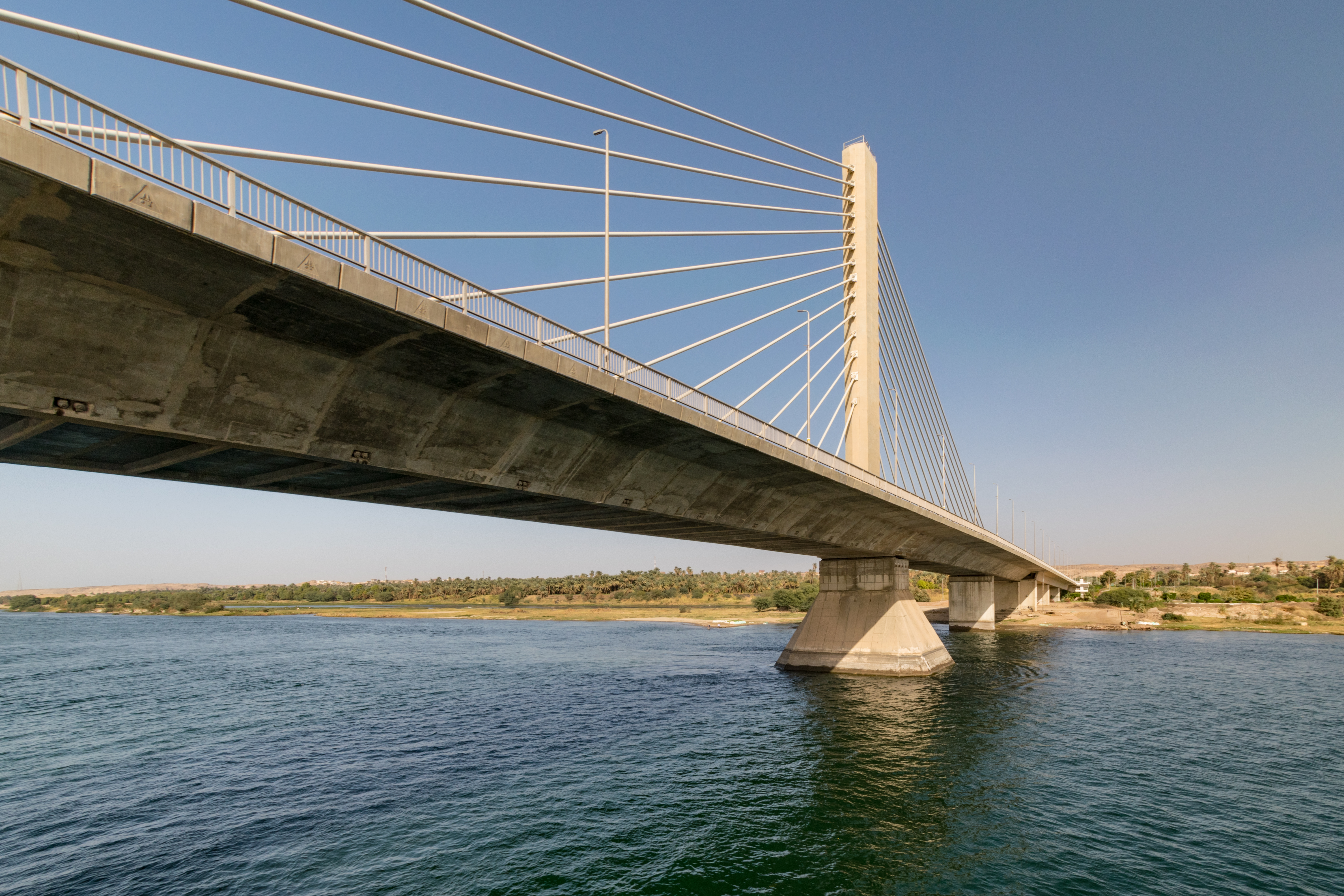
كوبري أسوان المعلق

### كوبرى أسوان المعلق
يرجع إنشاء الكوبري إلي عام 1996 حين أقر مجلس الوزراء المشروع ووفر له الاعتماد المالي اللازم، وتم اختيار موقع جديد للكوبري علي بعد 9 كيلو مترات شمال أسوان مما مكن المسئولين من إنشاء كورنيش جديد لمدينة أسوان وانشاء مجموعة من المراسي السياحية اللازمة بشدة لاستقبال الفنادق العائمة التي تعمل بين أسوان والأقصر وتم افتتاح كوبرى أسوان المعلق في عام 2002.
أستخدم في تنفيذ فكرة الكوبرى المعلق، الكابلات في حمل المنشآت وهي فكرة فرعونية قديمة استخدمها قدماء المصريين منذ الأسرة الخامسة لتثبيت الشراع، ويكاد يتطابق في تصميمه مع شكل السفينة الفرعونية حيث القادم من بعد يشاهد الكوبرى وكأنه سفينة شراعية فرعونية تطفو فوق النهر، ويعد كوبرى أسوان المعلق هو علامة جمالية مميزة أضافت الكثير لمدينة أسوان ذات التاريخ العريق.

### الكوبري البديل لخزان أسوان «أسوان الحر»
على بعد 300 كم من كوبري خزان أسوان القديم وبتكلفة 600 مليون جنية حيث يهدف المشروع لنقل الحركة المرورية الكثيفة من أعلى جسم الخزان الذي أصبح لا يتحمل الأحمال الزائدة الحديثة المارة عليه طبقاً للدراسات التي تمت في هذا الشأن، وأيضاً لتسهيل الحركة المرورية بين شرق وغرب النيل والعمل على تقليل زمن الرحلات السياحية بين الأماكن السياحية المتواجدة بشرق مدينة أسوان والمطار غرب المدينة .

يهدف المشروع إلى الحفاظ على المكانة التاريخية لجسم خزان أسوان والذي أثبتت الدراسات تأثره بحركة السيارات والحافلات السياحية فوقه وتبلغ تكلفته ملياري جنيه وطوله حوالي 5400 متر وعرضه حوالي 30 مترويتكون من 3 حارات في كل اتجاه ويحتوي علي مداخل ومخارج وكوبرى بطول 2050 متر كما يحتوى على 2 نفق و أعمال طرق بطول 3350 متر كما أن جزء المحور الذي سيعلو النيل يبلغ طوله 320 متر تم تصميم الجزء العلوى ليكون كوبرى ملجم بطول 640 متر.

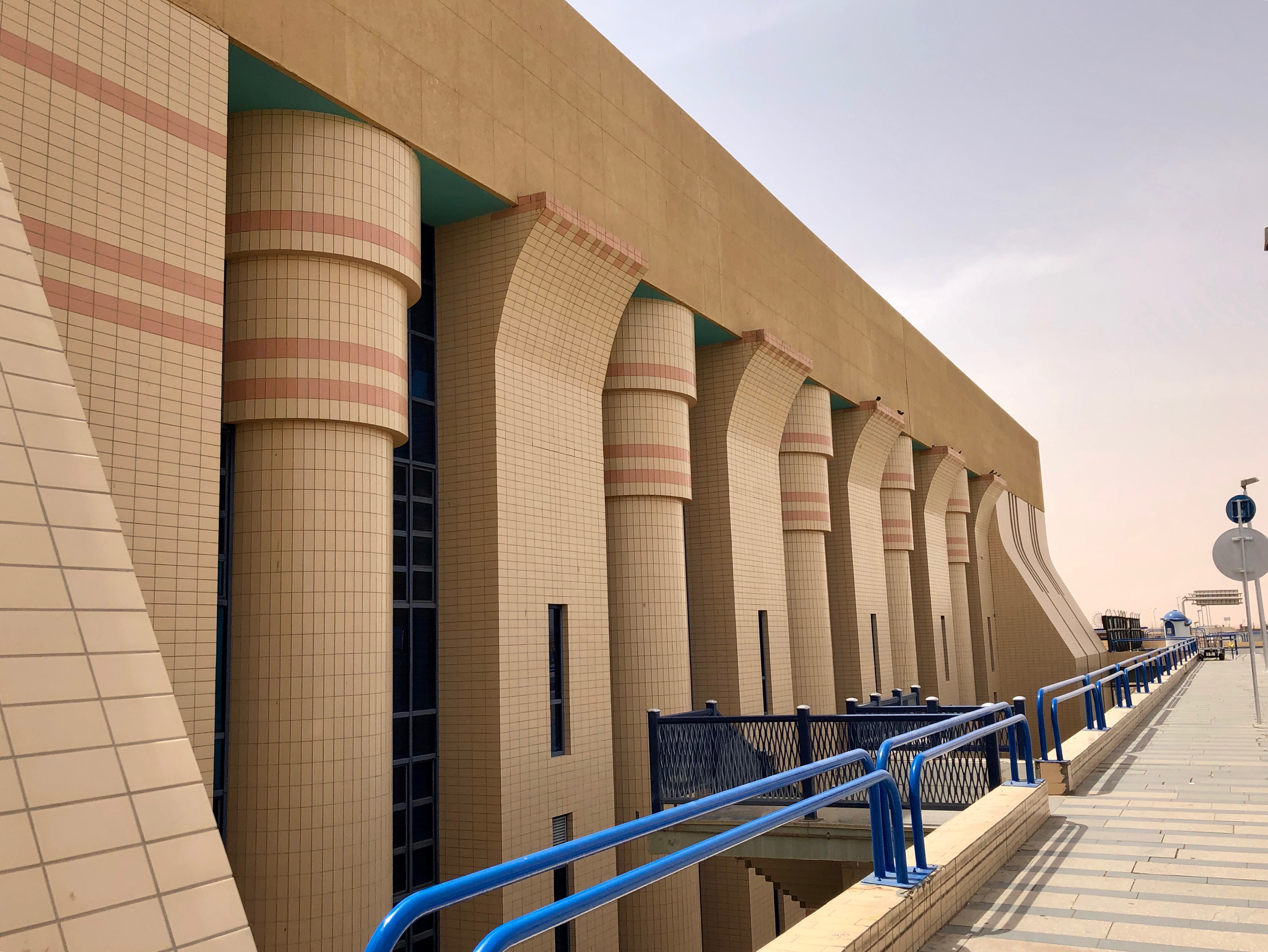
مطار أسوان الدولي

### مطار أسوان الدولي
يقع المطار في مدينة أسوان، جنوب مصر هو مطار سياحي دولي، يخدم منطقة النوبة بجنوب مصر، بالإضافة إلى مطار أبو سمبل، يبعد عن المدينة حوالي 10 كم، وهو جزء من قاعدة أسوان الجوية العسكرية. في مايو 1956 أجتمعت لجنة منبثقة عن مجلس الإنتاج القومى في ذلك الوقت وأقرت مشروع إنشاء مطار جديد في أسوان بتكلفة نصف مليون جنية على أن يتم إقامته خلال عام ونصف حتى يمكن استيعاب الحركة السياحية من ناحية وماترتب من إنشاء مصانع الاسمدة وكهرباء خزان أسوان والبدء في إنشاء السد العالي وانتهى العمل فيه وبدء تشغيله في عام 1960.

### مطار أبو سمبل
هو أحد مطارات جنوب مصر، يبعد عن مدينة أبو سمبل بمسافة 2 كم. في نهاية عام 1964 سافرت لجنة من مصلحة الطيران المدني إلى منطقة أبو سمبل في جنوب مصر لاختيار مكان يمكن إعداده كمهبط للطائرات الداكوتا الحاملة للسياح الراغبين في زيارة معبد أبو سمبل بعد نقلهما إلى مكانهما الحالى خوفاً من غرقها في بحيرة السد العالي بعد بنائه. انشيء هذا المطار عام 1969 بممر واحد بطول 2000 متر وترماك يسع طائرتين صغيرتين. مطار أبو سمبل حالياً هو مطار داخلي، ومتاح أن يكون دولياً عند الحاجة.

## الرياضة

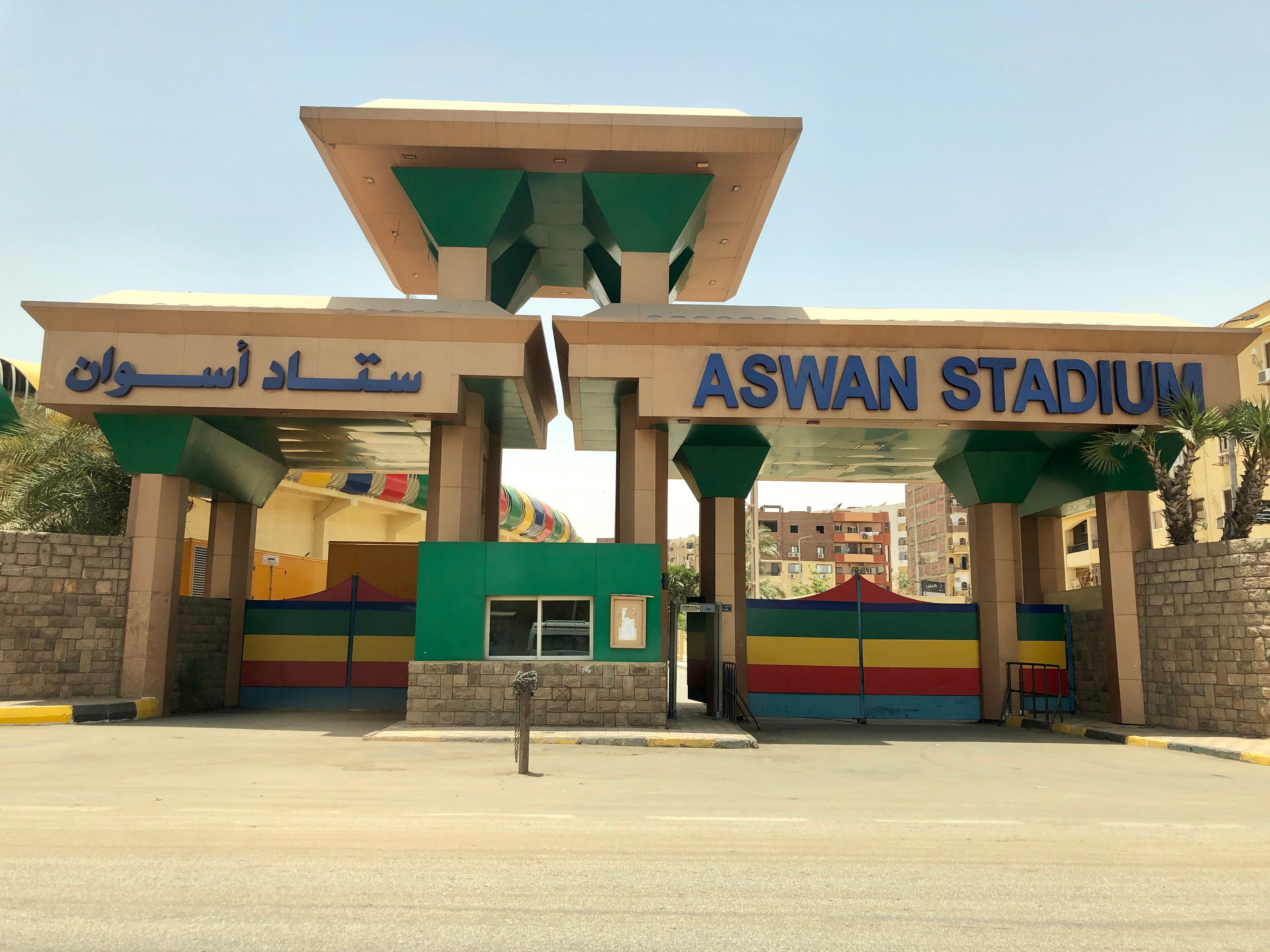
مدخل ستاد أسوان

### ستاد أسوان
حيث تبلغ سعة الملعب 20000 متفرج والكراسي مرقمة بطريقة الفيبر ويحتوي علي 4 وحدات خلع ملابس للاعبين ووحدة طب رياضي ومركز إعلام، وشاشة رقمية لعرض النتائج وأبراج إنارة بارتفاع 45 متر، فضلا عن تغيير أرضية الملعب الفرعي وشبكات المياه، ويحتوي محلات تجارية بالسور الشرقي للاستاد يتم توجيه إيراداتها في صيانة المنشآت الرياضية المختلفة داخل الاستاد بالإضافة إلي 53 كاميرا مراقبة منهم 12 متحركة و 8 بوابات إلكترونية مدعومة بأحدث أجهزة التفتيش ومنظومة متكاملة لمواجهة الحرائق.

### نادي أسوان الرياضي
يقع نادي أسوان بمنطقة أطلس أرقى أحياء مدينة أسوان، ولهذا الموقع أهميته الخاصة لما يتفرد به من مناظر خلابة وإطلالته علي النيل العظيم، يطلق عليه البعض لقب «الأزرق» هو أحد أعرق وأشهر الأندية الرياضية بصعيد مصر والأكثر صعودا للدوري الممتاز، ويرجع تاريخ تأسيسه إلي عام 1930 ترأسه العديد من أصحاب الشهرة والسمعة الطيبة ويطلق عليه البعض بأنه نادي «الباشاوات».

## الصحة

### مستشفيات أسوان الجامعية
هي مجموعة من المستشفيات الجامعية التابعة لـ كلية الطب جامعة أسوان في منطقة السيل بمدينة أسوان.

### مؤسسة مجدى يعقوب لأبحاث القلب
هي منظمة غير هادفة للربح، غير حكومية تقدم خدمات طبية مجانية من الطراز العالمي للأقل حظا في مصر وجميع أنحاء المنطقة في مجال أمراض القلب والأوعية الدموية من خلال مركز أسوان للقلب الذي يتبعها.

### أخري
- مستشفى أسوان العام
- المستشفى العسكري
- مستشفى أسوان للتأمين الصحي
- مستشفى النيل التخصصي
- مستشفى الهلال الأحمر التخصصي
- مستشفى أسوان للصحة النفسية[21]

## أعلام أسوان
- محمد حسين طنطاوي
- علي عبد العال
- عباس محمود العقاد
- أحمد منيب
- محمد منير
- علاء الأسواني
- أسامة عرابي
- فاروق جعفر
- أحمد الكاس
- محمود عبد الرازق شيكابالا
- حسين عبده